# Carex brachystachys
Carex brachystachys är en halvgräsart som beskrevs av Franz von Paula Schrank. Carex brachystachys ingår i släktet starrar, och familjen halvgräs. Inga underarter finns listade i Catalogue of Life.

## Bildgalleri

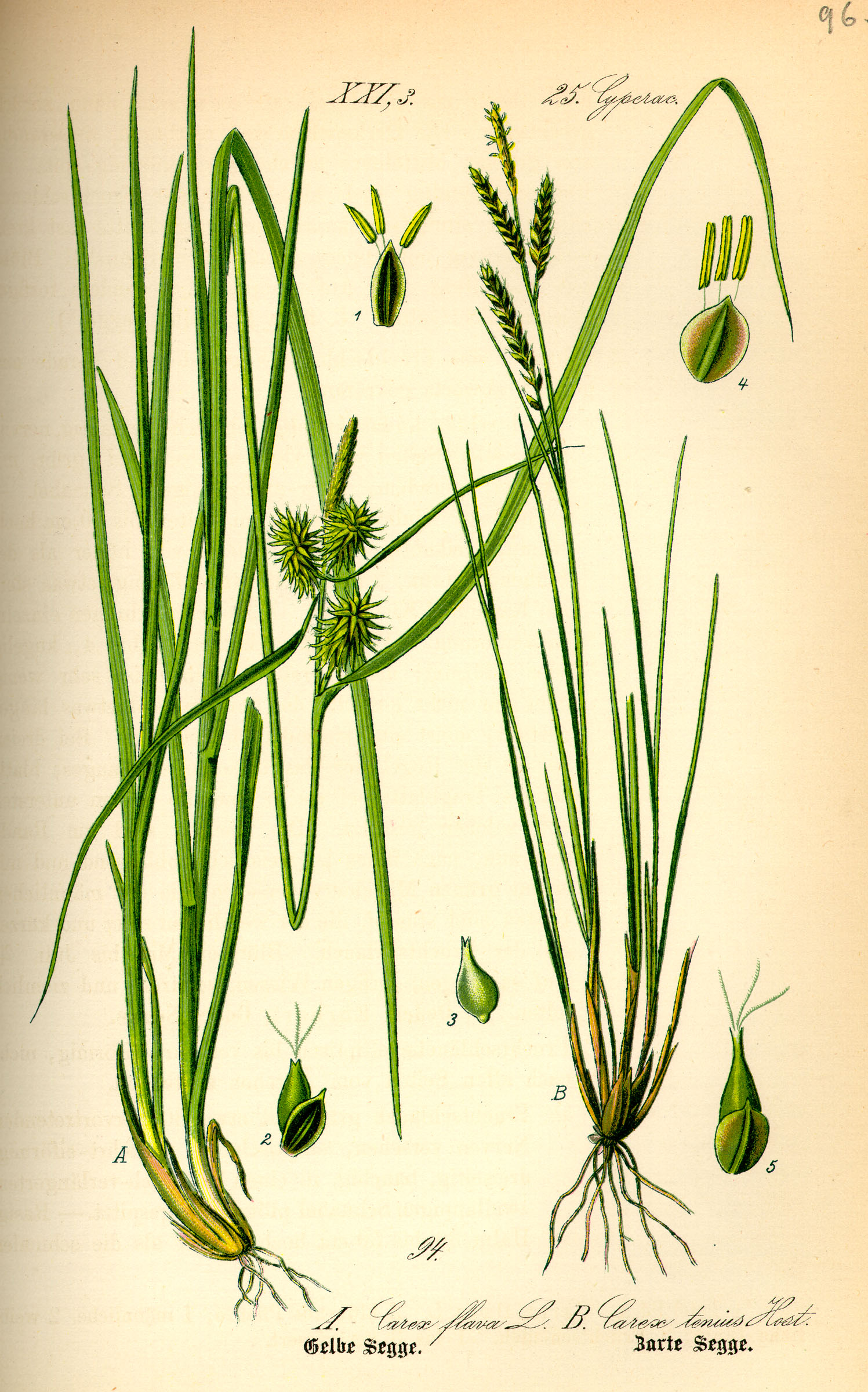
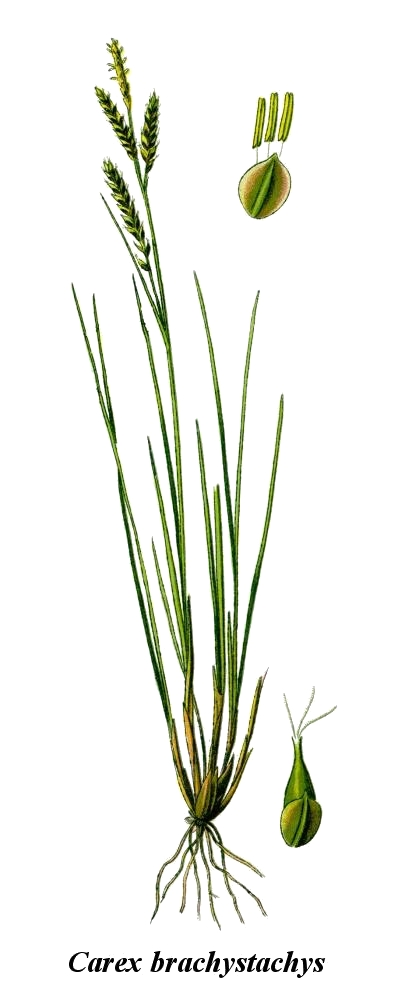
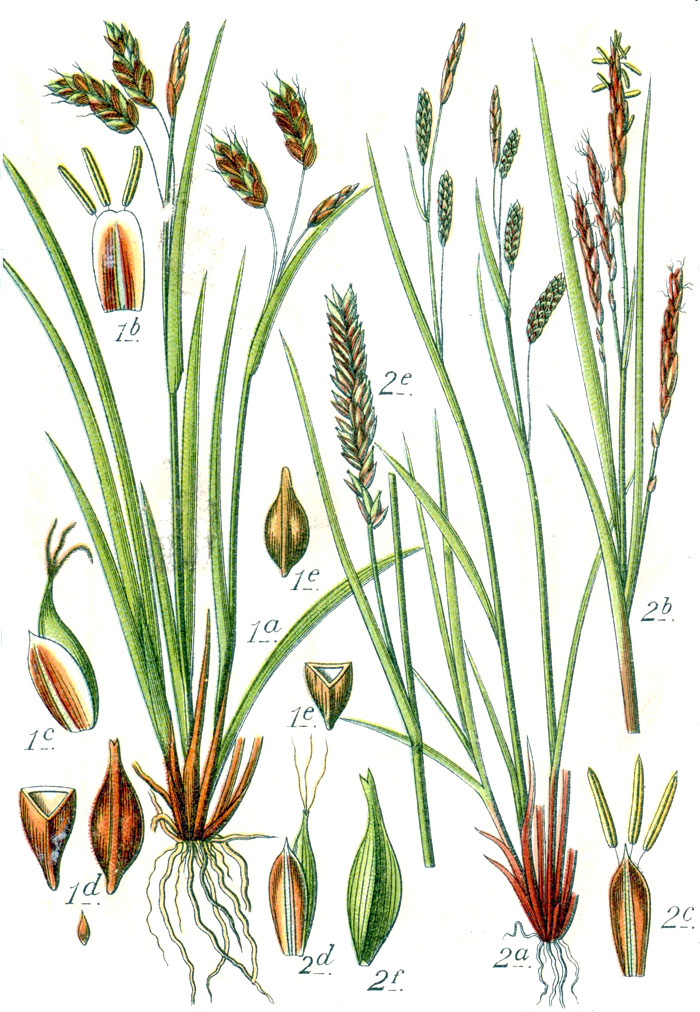
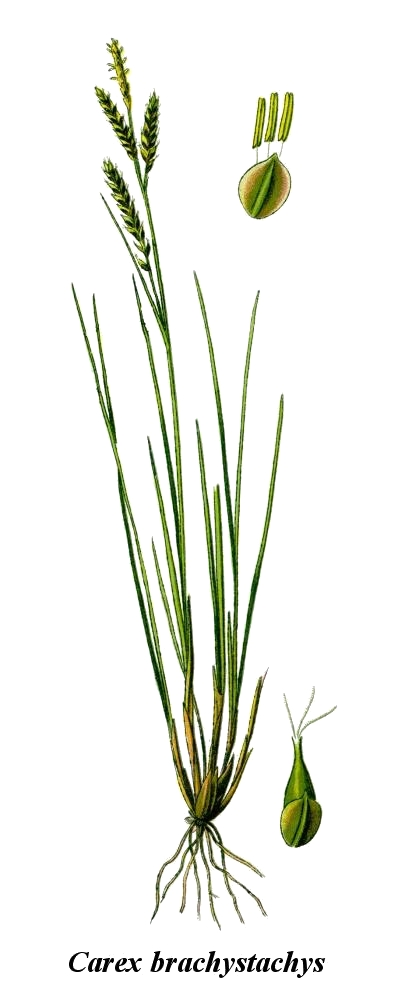